# Shin'en Multimedia
Shin'en Multimedia è un'azienda tedesca di sviluppo di videogiochi. Con sede a Monaco di Baviera, la compagnia è stata fondata nel 1999 da ex membri del gruppo demoscene Abyss ed è uno sviluppatore ufficiale di terze parti per Nintendo. Sviluppa videogiochi principalmente per Nintendo Switch, alcune piattaforme non Nintendo come PlayStation 4 e in passato per Wii U, Wii, Nintendo 3DS, Nintendo DS, Game Boy Advance e Game Boy Color.
Oltre a sviluppare videogiochi, Shin'en ha prodotto delle colonne sonore per circa 200 videogiochi di altri sviluppatori e ha creato suoni middleware portatili GHX, GAX, DSX e NAX (che si basa sul GAX).
Il nome dell'azienda deriva dalla parola giapponese 深淵 (shin'en, "abisso"), come riferimento al suo nome originale.

## Videogiochi[2][3]
| Anno | Titolo                                                      | Piattaforma(e)                                                               | Editore                                          |
| ---- | ----------------------------------------------------------- | ---------------------------------------------------------------------------- | ------------------------------------------------ |
| 2001 | Käpt'n Blaubärs verrückte Schatzsuche                       | Game Boy Color                                                               | Ravensburger Interactive Media                   |
| 2001 | Iridion 3D                                                  | Game Boy Advance                                                             | Majesco Entertainment                            |
| 2002 | Maya the Bee: The Great Adventure                           | Game Boy Advance                                                             | Acclaim Entertainment                            |
| 2003 | Iridion II                                                  | Game Boy Advance                                                             | Majesco Entertainment                            |
| 2005 | Maya the Bee: Sweet Gold                                    | Game Boy Advance                                                             | Midway Games                                     |
| 2005 | Nanostray                                                   | Nintendo DS                                                                  | Majesco Entertainment (NA), THQ (EU), Taito (JP) |
| 2006 | Miss Spider's Sunny Patch Friends: Harvest Time Hop and Fly | Nintendo DS                                                                  | The Game Factory                                 |
| 2007 | Garfield's Nightmare                                        | Nintendo DS                                                                  | The Game Factory                                 |
| 2007 | Pet Alien                                                   | Nintendo DS                                                                  | The Game Factory                                 |
| 2007 | Strawberry Shortcake: The Four Seasons Cake                 | Nintendo DS                                                                  | The Game Factory                                 |
| 2008 | Nanostray 2                                                 | Nintendo DS                                                                  | Majesco Entertainment                            |
| 2008 | Zenses Rainforest Edition                                   | Nintendo DS                                                                  | The Game Factory                                 |
| 2008 | Zenses Ocean Edition                                        | Nintendo DS                                                                  | The Game Factory                                 |
| 2008 | Fun! Fun! Minigolf                                          | WiiWare                                                                      | Autopubblicazione                                |
| 2010 | Jett Rocket                                                 | WiiWare                                                                      | Autopubblicazione                                |
| 2010 | Art of Balance                                              | WiiWare                                                                      | Autopubblicazione                                |
| 2011 | Fast Racing League                                          | WiiWare                                                                      | Autopubblicazione                                |
| 2011 | Nano Assault                                                | Nintendo 3DS                                                                 | Majesco Entertainment                            |
| 2012 | Fun! Fun! Minigolf Touch!                                   | Nintendo 3DS (Nintendo eShop)                                                | Autopubblicazione                                |
| 2012 | Art of Balance TOUCH!                                       | Nintendo 3DS (Nintendo eShop)                                                | Autopubblicazione                                |
| 2012 | Nano Assault Neo                                            | Wii U (Nintendo eShop)                                                       | Autopubblicazione                                |
| 2013 | Nano Assault EX                                             | Nintendo 3DS (Nintendo eShop)                                                | Autopubblicazione                                |
| 2013 | Jett Rocket II: The Wrath of Taikai                         | Nintendo 3DS (Nintendo eShop)                                                | Autopubblicazione                                |
| 2014 | Art of Balance                                              | Wii U (Nintendo eShop)                                                       | Autopubblicazione                                |
| 2014 | Nano Assault Neo X                                          | PlayStation 4 (PlayStation Store)                                            | Autopubblicazione                                |
| 2015 | Family Tennis SP                                            | Wii U (Nintendo eShop)                                                       | Autopubblicazione                                |
| 2015 | Fast Racing Neo                                             | Wii U (Nintendo eShop)                                                       | Autopubblicazione                                |
| 2016 | Art of Balance                                              | PlayStation 4 (PlayStation Store)                                            | Autopubblicazione                                |
| 2017 | Fast RMX                                                    | Nintendo Switch (Nintendo eShop)                                             | Autopubblicazione                                |
| 2018 | Art of Balance                                              | Nintendo Switch (Nintendo eShop)                                             | Autopubblicazione                                |
| 2019 | The Touryst                                                 | Nintendo Switch (Nintendo eShop)                                             | Autopubblicazione                                |
| 2020 | The Touryst                                                 | Xbox One Xbox Series X (Microsoft Store) Microsoft Windows (Microsoft Store) | Autopubblicazione                                |
| 2021 | Nano Assault Neo X                                          | PlayStation 5 (PlayStation Store)                                            |                                                  |